# Державний науково-дослідний інститут митної справи
Державний науково-дослідний інститут митної справи — колишня державна наукова установа у сфері управління Державної митної служби України до 2015 року.
11 листопада 2015 року розпорядженням КМУ злитий з Національним університетом державної податкової служби України, Науково-дослідним інститутом фінансового права у новостворений Університет державної фіскальної служби України.

## Історія
Утворений відповідно до постанови Кабінету Міністрів України від 24 вересня 2008 року № 852 на базі Київського центру підвищення кваліфікації та перепідготовки кадрів Державної митної служби, що був ліквідований. Статут інституту затверджений наказом Держмитслужби України від 24 листпопада 2008 № 1301.
Оплата праці співробітників Інституту здійснюється на рівні та на умовах, визначених для посадових осіб і працівників Державної митної служби.

## Напрями діяльності
Інститут аналізує стан та перспектив розвитку митної політики, досліджує теоретичні засади та механізм забезпечення митної безпеки.

## Ключові особи
- Бережнюк Іван Григорович — директор Інституту, доктор економічних наук, доцент.